# Mis terrores favoritos
Mis terrores favoritos va ser una sèrie de televisió dirigida per Narciso Ibáñez Serrador i presentada per aquest i Luisa Armenteros en la qual, en clau d'humor negre, i imitant les presentacions que Chicho feia en Historias para no dormir, introduïen pel·lícules de terror i suspens de tots els temps seleccionades pel director. En les introduccions, Chicho exercia un paper còmic i d'humor negre, mentre que Luisa exercia la contrapart seriosa donant informació sobre la pel·lícula, el director i l'època en què es va estrenar, etc, sent alhora víctima de les bromes de Chicho.
Va tenir dues temporades, totes dues emeses per La 2 de Televisió Espanyola. La primera entre 1981 i 1982, i la segona entre 1994 i 1995, amb els mateixos presentadors, en la qual es van repetir algunes de les pel·lícules de la primera etapa, però amb noves presentacions.

## Primera Etapa 1981-1982
En la primera etapa, les pel·lícules que es van emetre van ser:
- La llavor del diable (12 d'octubre de 1981)
- Dracula (19 d'octubre de 1981)
- Peeping Tom (26 d'octubre de 1981)
- Psicosi (2 de novembre de 1981)
- Juegos (9 de novembre de 1981)
- No profanar el sueño de los muertos (16 de novembre de 1981)
- Els crims del museu de cera (23 de novembre de 1981)
- Què se n'ha fet, de Baby Jane? (30 de novembre de 1981)
- Invasion of the Body Snatchers (7 de desembre de 1981)
- El Dr. Jekyll i la seva germana Hyde (14 de desembre de 1981)
- La noche de Walpurgis (21 de desembre de 1981)
- Hold That Ghost (28 de desembre de 1981)
- La residencia (4 de gener de 1982)
- L'escala de cargol (11 de gener de 1982)
- The Other (18 de gener de 1982)
- La maledicció de Frankenstein (25 de gener de 1982)
- Suspense (1 de febrer de 1982)
- La mosca (8 de febrer de 1982)
- La campana del infierno (15 de febrer de 1982)
- Les cicatrius de Dràcula (22 de febrer de 1982)
- El héroe anda suelto (1 de març de 1982)
- The Legend of Hell House (8 de març de 1982)
- Els trenta-nou graons (15 de març de 1982)
- What Ever Happened to Aunt Alice? (22 de març de 1982)
- The Mummy (29 de març de 1982)
- El increíble hombre menguante (5 d'abril de 1982)
- Phantom of the Opera (12 d'abril de 1982)
- L'estrangulador de Rillington Place (19 d'abril de 1982)
- Midnight Lace (26 d'abril de 1982)
- Horror Express (3 de maig de 1982)
- La dona i el monstre (10 de maig de 1982)
- Els ocells (17 de maig de 1982)

La pel·lícula emesa el 28 de desembre de 1981, Hold That Ghost, va ser una innocentada de Chicho, que en lloc d'una pel·lícula de terror, va col·locar per a aquesta data una pel·lícula còmica de Abbot i Costello que parodiava les pel·lículas de terror.

## Segona etapa 1994-1995
- La mosca (10 d'octubre de 1994)
- Sola en la foscor (17 d'octubre de 1994)
- Nosferatu: Phantom der Nacht (24 d'octubre de 1994)
- The Other (31 d'octubre de 1994)
- A Nightmare on Elm Street (7 de novembre de 1994)
- La llavor del diable (14 de novembre de 1994)
- The Legend of Hell House (21 de novembre de 1994)
- L'ens (28 de novembre de 1994)
- Dracula (5 de desembre de 1994)
- The Boston Strangler (12 de desembre de 1994)
- Bride of Re-Animator (19 de desembre de 1994)
- Aracnofòbia (26 de desembre de 1994)
- Els crims del museu de cera (2 de gener de 1995)
- Omen III: The Final Conflict (9 de gener de 1995)
- The Texas Chain Saw Massacre (16 de gener de 1995)